# Raid du pas de Calais
Première Guerre mondiale
Batailles
- Blocus allié de l'Allemagne
- Odensholm (08-1914)
- 1re Heligoland (08-1914)
- Action du 22 septembre 1914
- Falklands (12-1914)
- Dogger Bank (01-1915)
- Gotland (07-1915)
- Golfe de Riga (08-1915)
- Yarmouth et Lowestoft (04-1916)
- Jutland (05-1916)
- Funchal (12-1916)
- Combat entre le Leopard et le HMS Achilles
- Pas-de-Calais (04-1917)
- Combat entre le HMAS Sydney et le LZ92
- Détroit de Muhu (10-1917)
- 2e Heligoland (11-1917)
- Croisière de glace (02/03-1918)
- Zeebruges (04-1918)
- 1er Ostende (04-1918)
- 2e Ostende (05-1918)
- Sabordage allemand à Scapa Flow (06-1919)

Bataille de la mer Noire
- 12 octobre 1914
- Odessa (10-1914)
- Novorossiisk
- Feodosia
- Cap Sarytch
- île Kirpen (1re)
- île Kirpen (2e)

Front d'Europe de l'Ouest
Front italien
Front d'Europe de l'Est
Front des Balkans
Front africain
Front du Moyen-Orient
Le raid du pas de Calais est une bataille navale  de la Première Guerre mondiale, livrée dans la nuit du 21 avril 1917.

## Déroulement du raid
Le 20 avril 1917, deux groupes de torpilleurs de la marine impériale allemande font une incursion dans le pas de Calais pour bombarder les positions côtières alliées et engager le combat avec les bâtiments patrouillant le long du barrage de Douvres — le champ de mines flottantes destiné à empêcher les vaisseaux allemands de pénétrer dans la Manche. Six torpilleurs bombardent Calais et six autres Douvres juste avant minuit.
Deux conducteurs de flottille (bâtiments destinés à diriger des groupes de destroyers (le plus souvent il s'agit de gros destroyers, parfois de petits croiseurs) de la Royal Navy, HMS Broke (commandant Edward Evans) et HMS Swift, en patrouille près de Douvres) attaquent les navires allemands aux premières heures du 21 avril, à proximité du banc de Goodwin. Dans une action confuse, le Swift torpille le G-85 tandis que le Broke éperonne le G-42, dans lequel il reste encastré. Les deux équipages combattent alors au corps à corps jusqu'à ce que le Broke réussisse à se libérer. Le G-42 sombre.
Le Swift est légèrement endommagé, mais le Broke l'est lourdement et doit être remorqué jusqu'à un port. Les dix torpilleurs allemands intacts regagnent leurs bases sans être inquiétés.